# Solidago bartramiana
Solidago bartramiana là một loài thực vật có hoa trong họ Cúc. Loài này được Fernald miêu tả khoa học đầu tiên năm 1915.